# James Hay (2e comte de Carlisle)
Pour les articles homonymes, voir James Hay et Hay.
James Hay, 2e comte de Carlisle (1612 - 30 octobre 1660) est un noble britannique.

## Biographie
Il est comte de Carlisle (2e création), succédant à James Hay (1er comte de Carlisle) dont il est le deuxième fils, de son épouse Honoria, héritière d'Edward Denny (1er comte de Norwich). 
James Hay est colonel d'un régiment de fantassins en Allemagne et est nommé chevalier de l'ordre du Bain. 
En 1632, il épouse Margaret Russell, troisième fille de Francis Russell (4e comte de Bedford). En 1639, il hérite des îles Carlisle, appelées plus tard Barbade. Entre 1642 et 1646, il est colonel royaliste d'un régiment de cheval. Il vit principalement à la Barbade mais revient en 1652. Il meurt sans descendance le 30 octobre 1660. À sa mort, la pairie s'éteint dans la famille Hay.